# Kilianskapelle (Marburg)

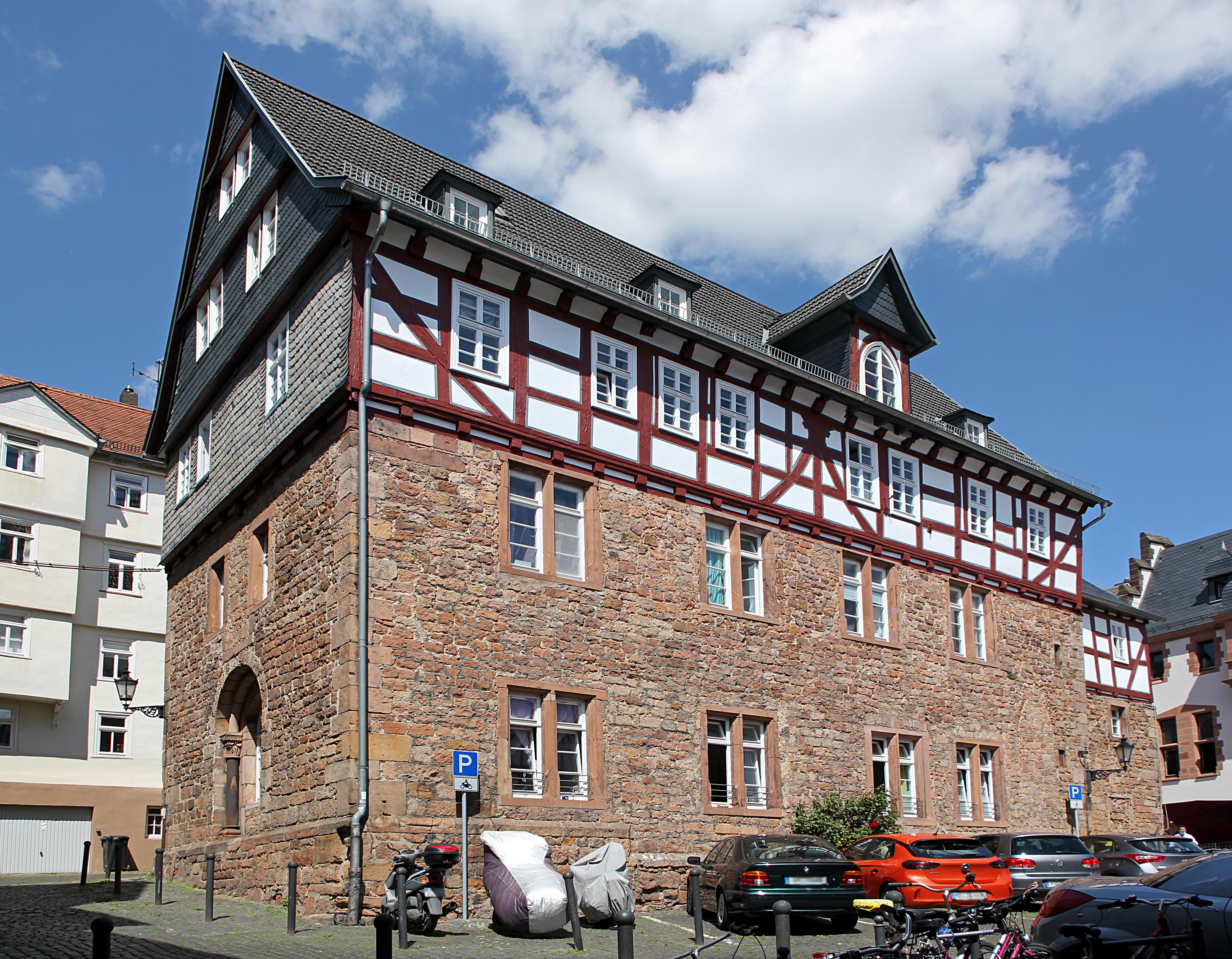
Kilian von Südwesten

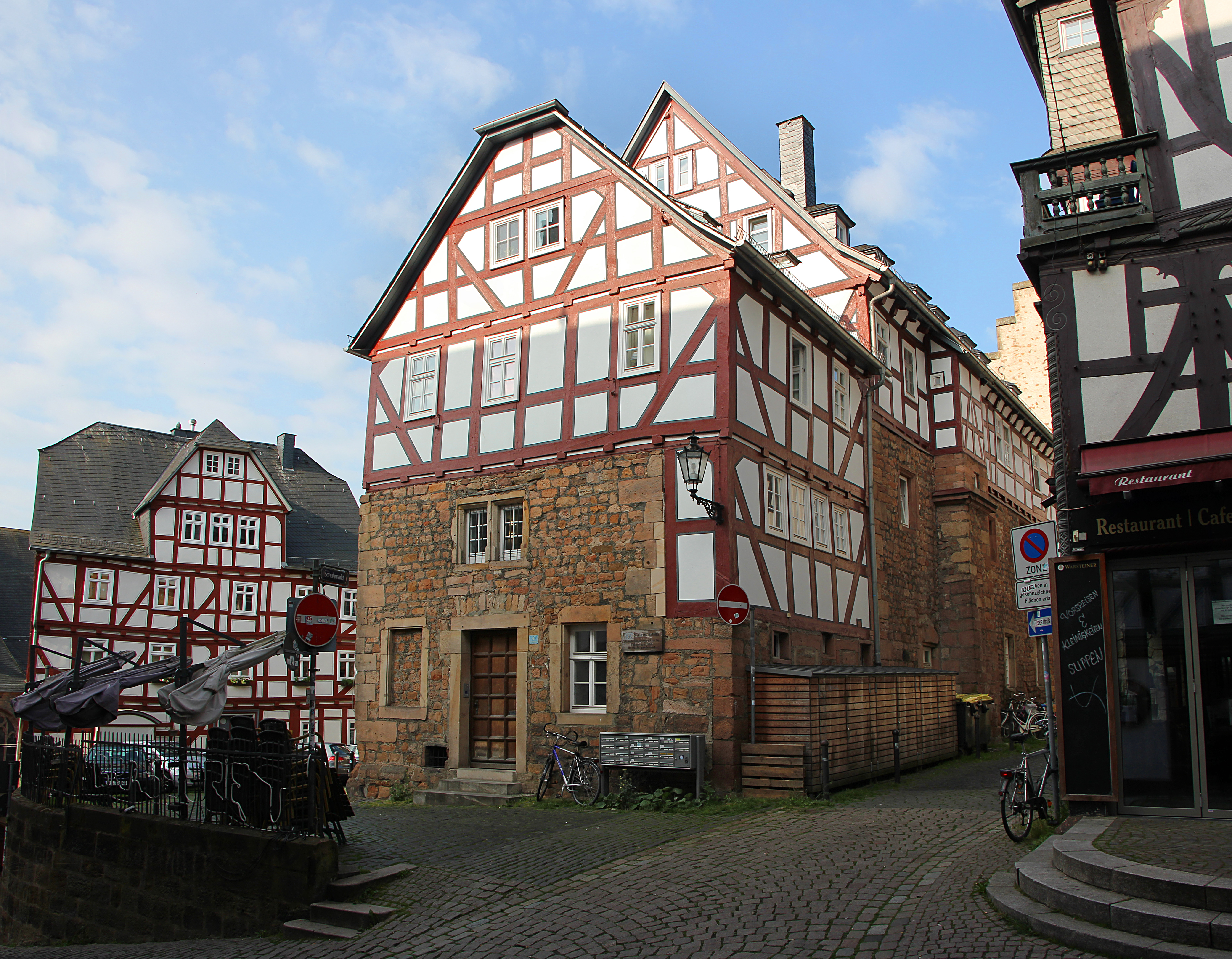
Frontansicht von Osten

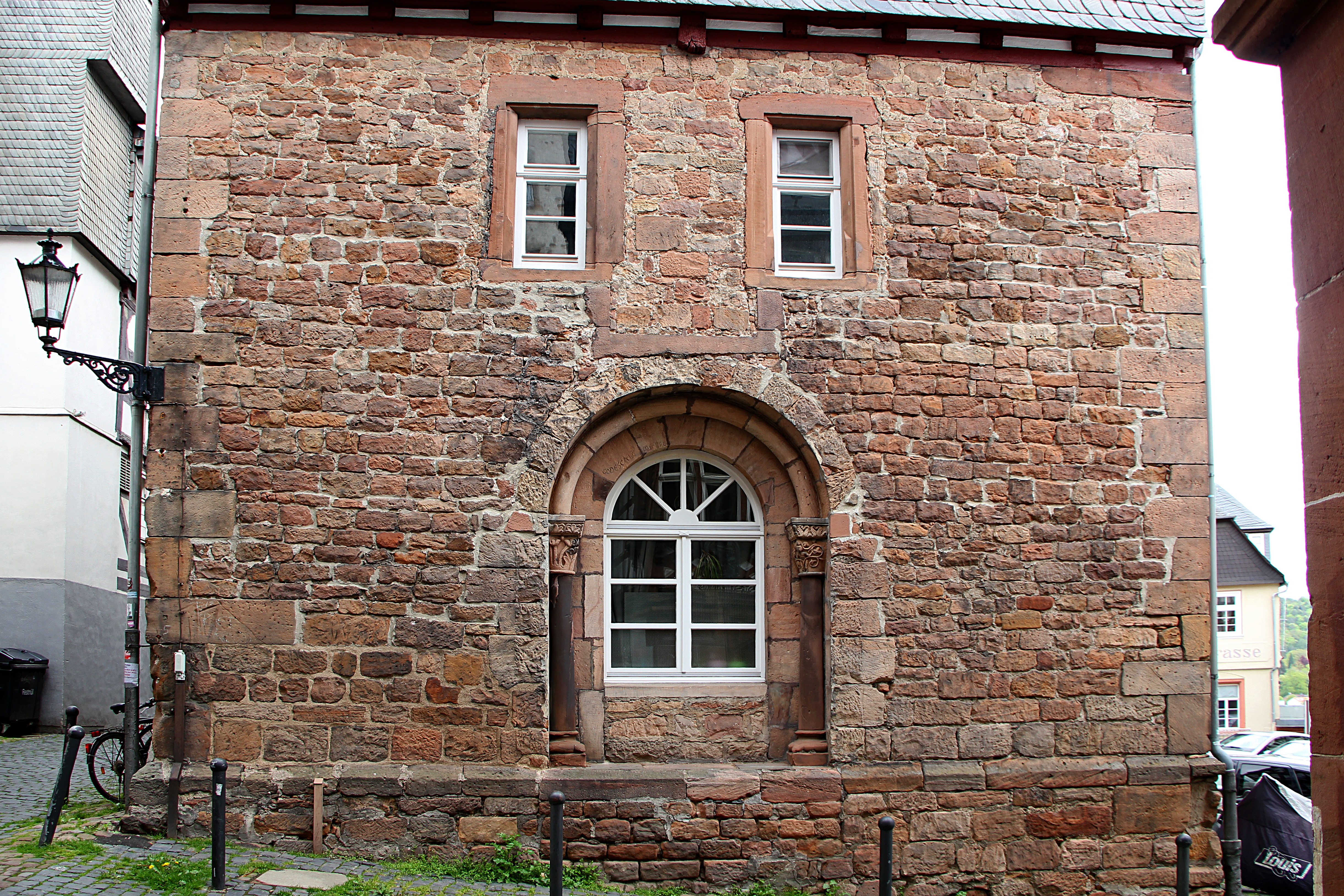
Teilansicht von Westen

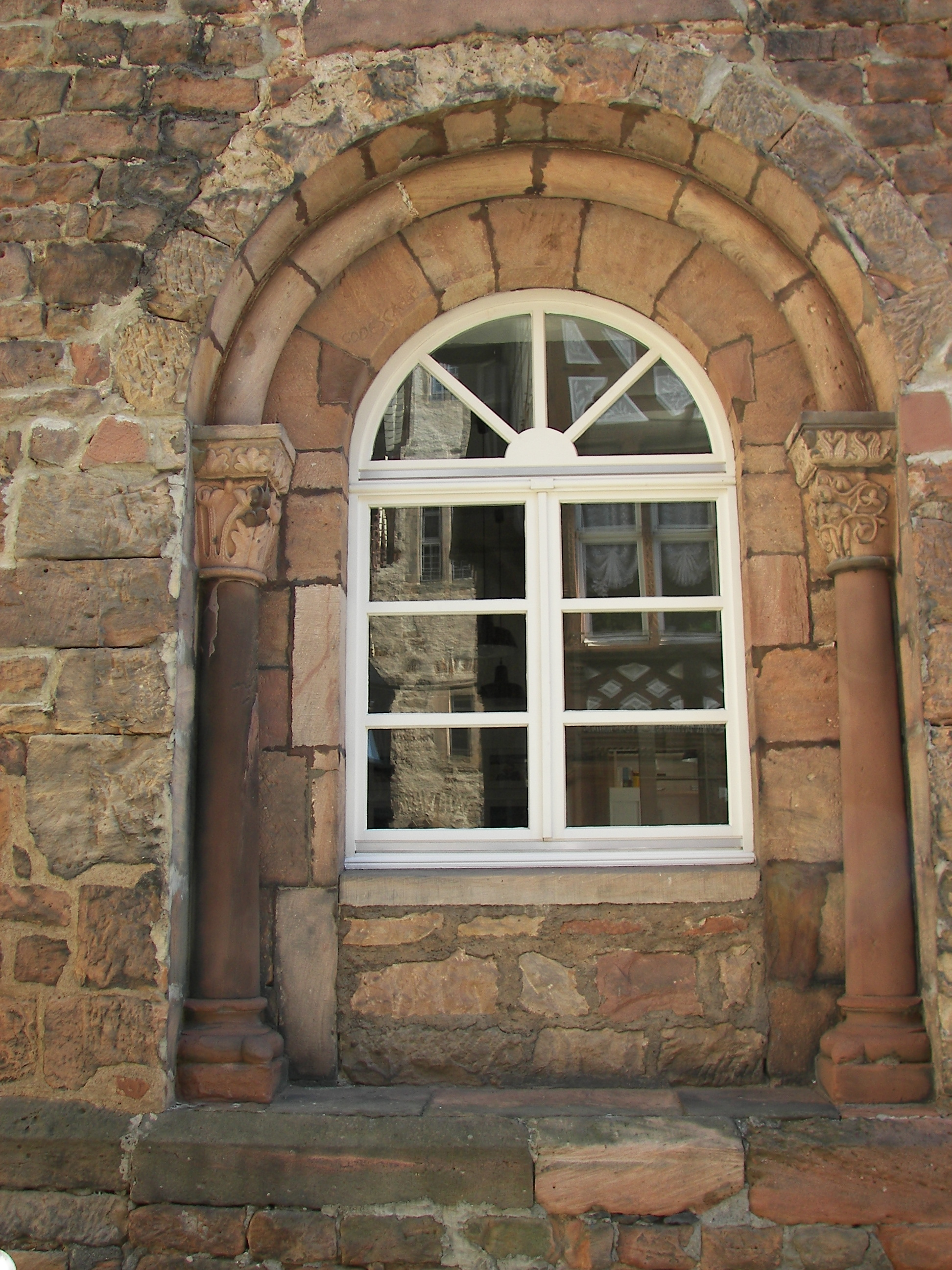
Ehemaliges Westportal

Die ehemalige Kilianskapelle (auch Kilian genannt) wurde etwa zwischen 1180 und 1200 im romanischen Stil als Marktkapelle der Pfarrei Sankt Martin zu Oberweimar erbaut. Die Kapelle mit dem Patrozinium des heiligen Kilian ist damit das älteste erhaltene Gebäude der Marburger Kernstadt, gelegen am Schuhmarkt an der Reitgasse in der Marburger Oberstadt, unweit der Alten Universität.

## Geschichte
Am 16. April 1227 wurde Marburg selbstständige Pfarrei, Pfarrkirche der im 13. Jahrhundert wachsenden Stadt war allerdings nicht die Kilianskapelle, sondern die St.-Marien-Kirche. Nachdem die Landgrafen von Hessen 1234 die Pfarrei Marburg unter das Patronat des Deutschen Ordens gestellt hatte, erlangte die Stadt im 14. Jahrhundert die Rechte an der Pfarrei.
Bis zur Einführung der Reformation in Hessen 1526 fanden im Kilian Gottesdienste statt. Nachdem beschlossen wurde, dass in jeder Stadt nur noch in einer Kirche gepredigt werden solle, standen in Marburg alle Kirchen bis auf die damalige Stadtpfarrkirche St. Marien und die dem Deutschen Orden gehörende Elisabethkirche zunächst leer. Im Kilian wurde nach dem 18. Juli 1527 die Waage untergebracht. Die Schuhmacher pachteten den Chor der Kapelle am 22. Dezember 1535 als Zunftstube, und das Kirchenschiff wurde ab 1545 zum Backhaus. Zeitweise wurde der Kilian sogar als Schweinestall genutzt, ab spätestens 1671 auch als Schule und Waisenhaus. Ab 1910 nutzten Stadtverwaltung und Stadtpolizei das Gebäude, im Dritten Reich auch die Gestapo. Von 1969 bis etwa 2010/11 hatte das Deutsche Grüne Kreuz e.V. (DGK) seinen festen Sitz im Marburger Kilian. Nach Erwerb durch das städtische Wohnungsbauunternehmen GeWoBau wurde das Gebäude seit Anfang 2013 saniert und wird seit Oktober 2013 für Studierendenunterkünfte genutzt.

## Baugeschichte
1452 wurde mit Steinen der abgebrochenen Synagoge eine neue Mauer um den Kilianskirchhof angelegt. 1552 bis 1554 wurde der Ostturm niedergerissen und die Steine zum Wiederaufbau der eingestürzten Weidenhäuser Brücke verwendet. Nachdem 1560 auch der Giebel und die Gewölbe abgebrochen worden sind, erhielt der Kilian 1580/81 dann ein Fachwerkobergeschoss, das als Schusterstube bezeichnet wurde. 1872/73 wurde das Gebäude noch einmal umgebaut, 1964 umfassend renoviert.
Bemerkenswert für ein Gebäude des späten 12. Jahrhunderts ist, dass der Baumeister sich am Bogen des Haupteingangs mit den Worten „Godescalcus me fecit“ verewigte.
Ursprünglich befand sich auf dem Platz um die Kirche ein Friedhof. Nachdem jedoch die Schusterzunft in den Kilian eingezogen war, wurde der Platz zum Schuhmarkt.